# Ian Edmunds
Ian Edmunds (25 de agosto de 1961) es un deportista australiano que compitió en remo. Es padre de la también remera Madeleine Edmunds.
Participó en los Juegos Olímpicos de Los Ángeles 1984, obteniendo una medalla de bronce en la prueba de ocho con timonel. Ganó una medalla de bronce en el Campeonato Mundial de Remo de 1983.

## Palmarés internacional
| Juegos Olímpicos   | Juegos Olímpicos             | Juegos Olímpicos  | Juegos Olímpicos |
| Año                | Lugar                        | Medalla           | Prueba           |
| ------------------ | ---------------------------- | ----------------- | ---------------- |
| 1984               | Los Ángeles (Estados Unidos) | Medalla de bronce | Ocho con timonel |
| Campeonato Mundial |                              |                   |                  |
| Año                | Lugar                        | Medalla           | Prueba           |
| 1983               | Duisburgo (RFA)              | Medalla de bronce | Ocho con timonel |